# Marcianus
Marcianus nebo také Markianos, případně Markian (okolo 390 – leden 457), byl v letech 450 až 457 císařem východořímské říše.
Marcianus se narodil v Thrákii nebo v Ilýrii. Mládí strávil stejně jako jeho otec v armádě jako obyčejný voják. Sloužil pod velitelem vojska Asparem a zúčastnil se válek proti Peršanům a Vandalům. V roce 431 byl poblíž Hippa Regia zajat Vandaly. Byl předveden před krále Geisericha, který ho nakonec propustil, ale pod podmínkou, že už nikdy nepozvedne zbraň proti Vandalům.
Díky Asparovu vlivu se stal velitelem císařské gardy, a později obdržel dokonce titul senátora. Po smrti císaře Theodosia II. byl vybrán za manžela Theodosiově starší sestře a dědičce, Aelii Pulcherii. Z jejího podnětu byl pak Marcianus prohlášen senátem, lidem a armádou za císaře.
Ačkoliv byl pod silným vlivem Aspara, prováděl celkem úspěšnou politiku. Přestal platit hunskému náčelníkovi Attilovi každoroční tribut. Protože Attila neměl dost sil k dobytí Konstantinopole, odtáhl brzo na to na západ do Galie (451) a Itálie (452).
Provedl finanční reformy a nechal zalidnit vydrancované oblasti na Balkáně. V roce 452 odrazil útoky na Sýrii a Egypt a potom stabilizoval také frontu v Arménii. Církevně-politicky a historicky bylo za Marcianovy vlády nanejvýš důležité odsouzení monofysitismu na koncilu v Chalkedonu v roce 451.
Co je Marcianovi především vytýkáno, je jeho nezájem o události na západě, který tak ponechal svému osudu. Nijak nezasáhl během Attilových kampaní na západě. Rovněž nijak nebránil Geiserichovi ve vydrancování Říma v roce 455.
V roce 453 znovu vypukl konflikt mezi Attilou a Marcianem. Avšak dříve než válka vypukla, mocný hunský král skonal. Říká se, že Marcianus prý měl sen, ve kterém viděl Attilův luk zlomený. O několik dní později jeho velký nepřítel zemřel. Po Attilově smrti se hunská říše během následných zmatků rychle rozpadla, a definitivně tak přestala představovat hrozbu pro východní císařství.
I přes svou krátkou vládu je Marcianus pokládán za nejúspěšnějšího a nejlepšího pozdněantického císaře. Na to poukazuje i pozdější zvolání během nastolování nových císařů: „Ať je tvé panování stejné jako Marcianovo!“